# Crani sobremodelat
Un crani sobremodelat és un crani cobert amb diversos materials per reconstruir l'aspecte d'un cap humà. Aquesta tècnica d'art i religió es descriu a molts països al llarg dels segles.

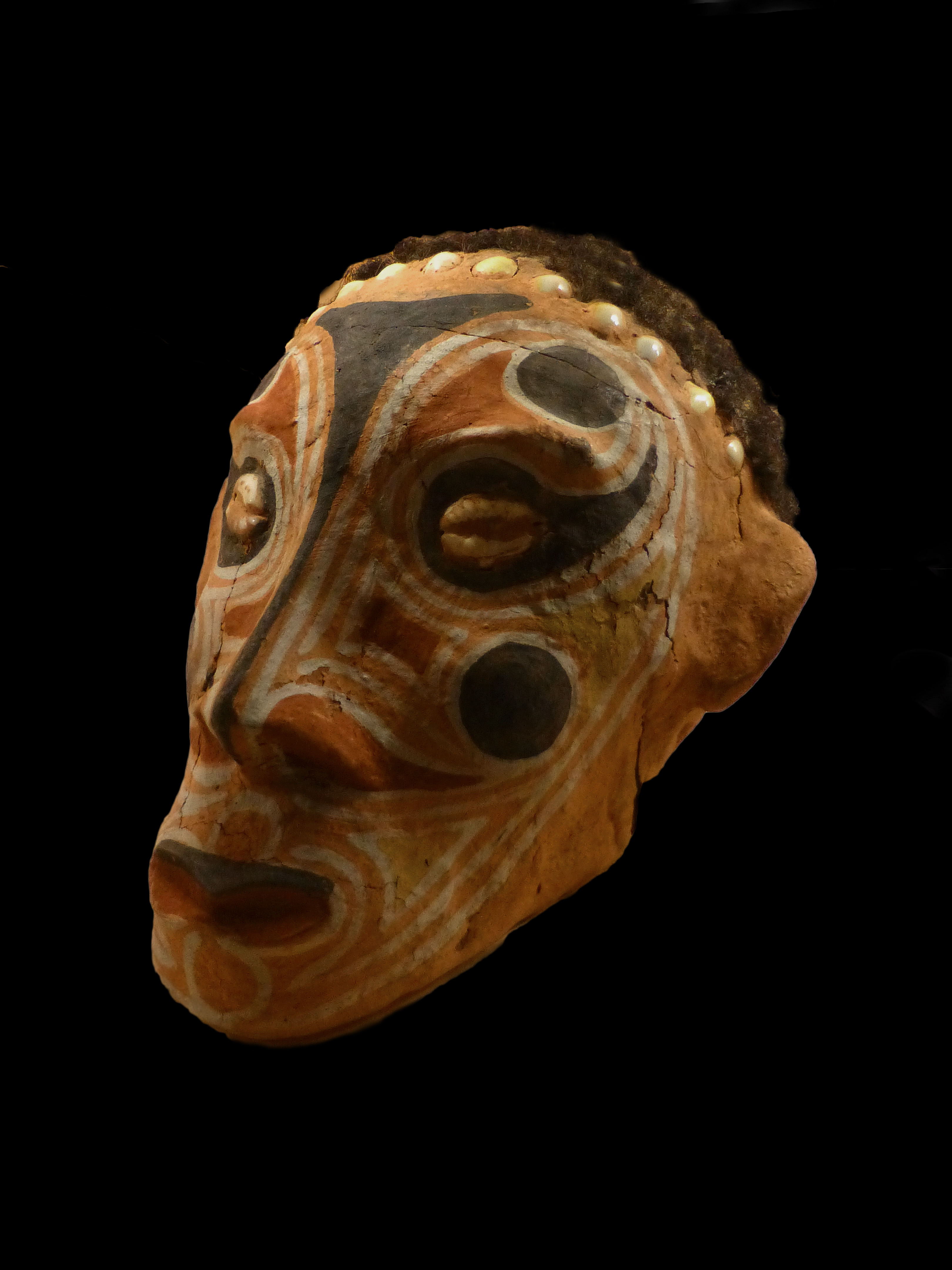
Crani sobremodelat de Vanuatu
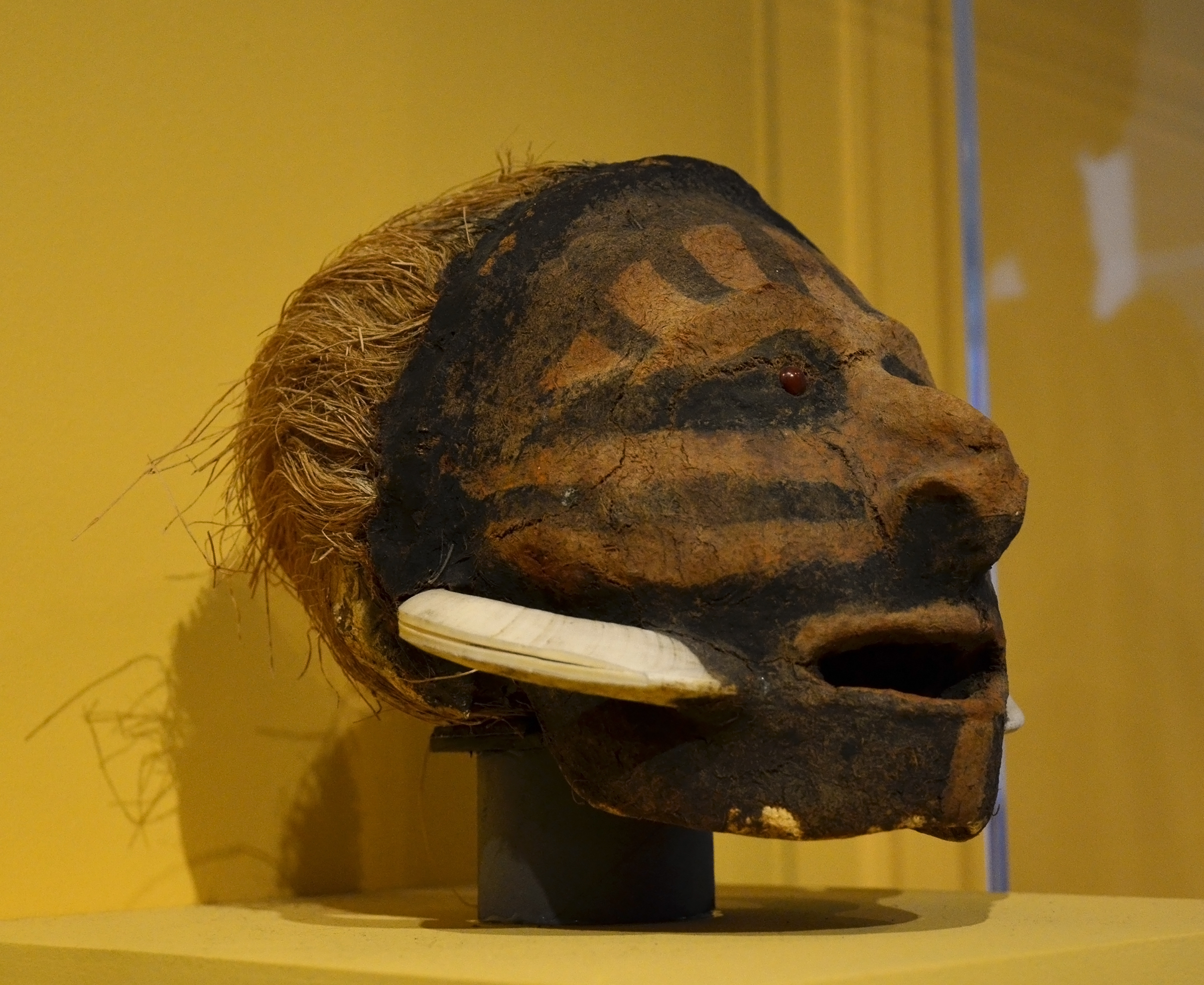
Crani sobremodelat de Vanuatu

És un costum que existeix des del Neolític, és molt estès a Oceania i al Pròxim Orient.

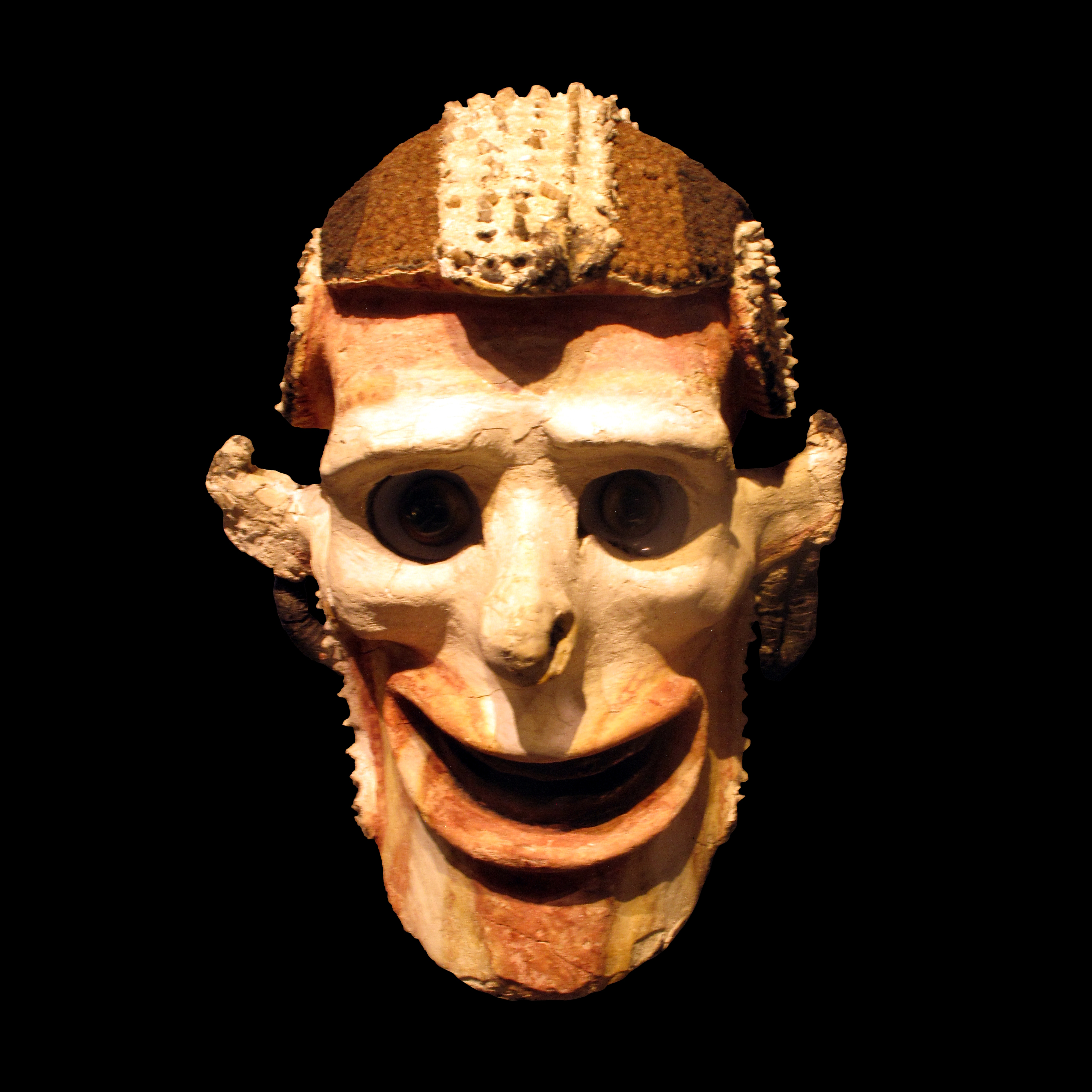
Crani del Museu d'Etnografia de Ginebra (segle xix)
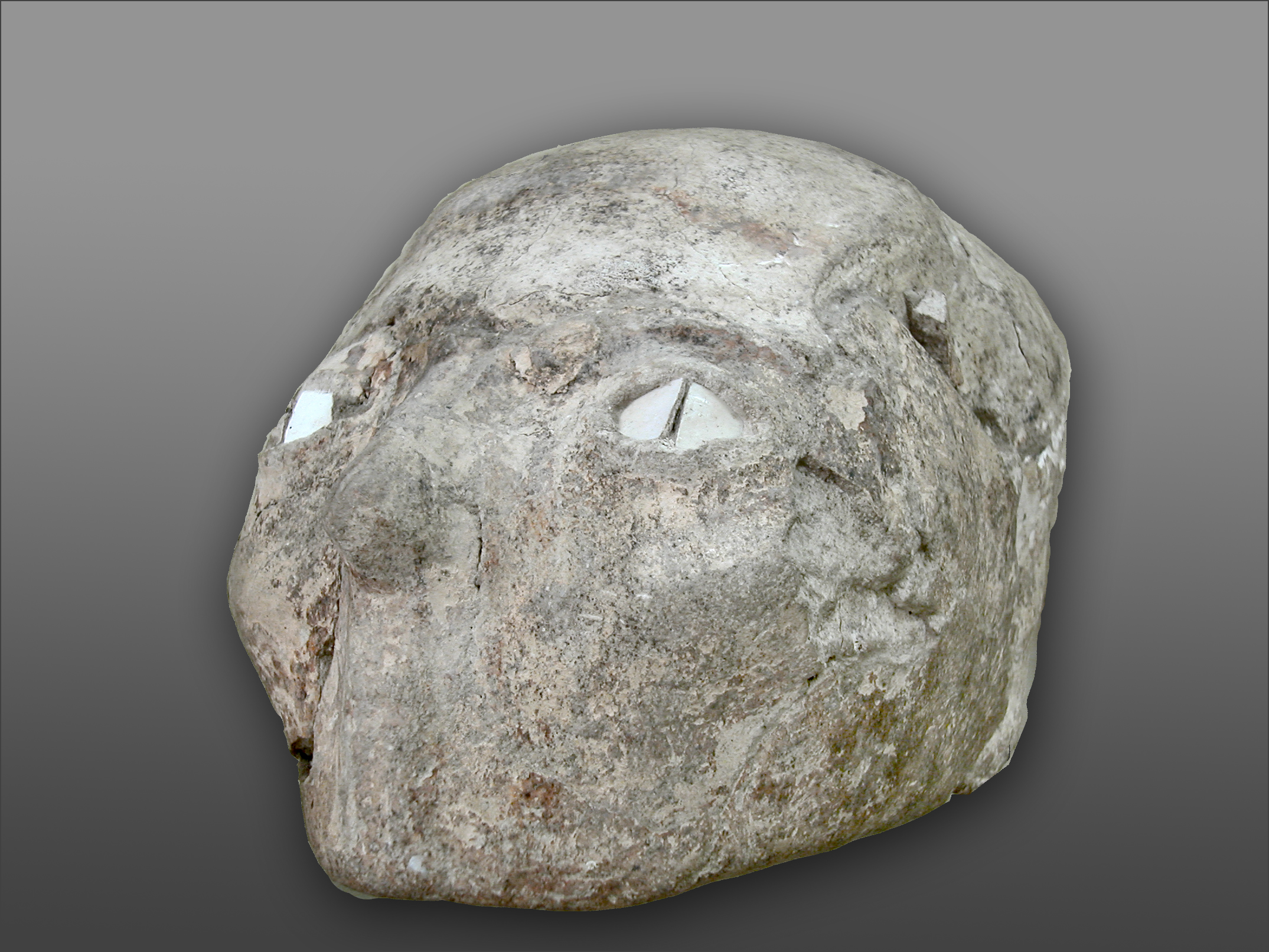
Crani sobremodelat a Amman (època neolítica)

Es va originar com un culte als avantpassats i consisteix a cobrir el crani sec amb un material plàstic, com terra, argila, cendra, guix o calç. Els cranis es poden embellir amb pigments, joies, etc. De vegades, els cranis d'animals també estan sobremodelats.